# Terre d'Adige
Terre d'Adige è un comune italiano di 3 119 abitanti della provincia di Trento.
Terre d'Adige è un comune italiano sparso di 3 119 abitanti della provincia di Trento. 
È stato istituito il 1º gennaio 2019 dalla fusione dei comuni di Zambana e Nave San Rocco.

## Storia

### Simboli
Lo stemma e il gonfalone, proposti dalla delibera n. 11 del 23 febbraio 2023 del Consiglio comunale, sono stati approvati con deliberazione della Giunta provinciale del 31 marzo 2023.
Stemma
Gonfalone

## Monumenti e luoghi d'interesse

### Architetture religiose
- Chiesa di San Rocco, parrocchiale a Nave San Rocco.
- Chiesa dei Santi Fabiano e Sebastiano, cimiteriale a Nave San Rocco.
- Chiesa dei Santi Filippo e Giacomo, sussidiaria a Zambana.
- Chiesa di Maria Mater Dei, parrocchiale a Zambana.

## Geografia antropica
Il comune di Terre d'Adige comprende i centri abitati di Zambana (sede comunale), Nave San Rocco e Zambana Vecchia.

## Amministrazione
| Periodo         | Periodo        | Primo cittadino | Partito                                | Carica                  | Note  |
| --------------- | -------------- | --------------- | -------------------------------------- | ----------------------- | ----- |
| 1º gennaio 2019 | 26 maggio 2019 | Rolando Fontan  |                                        | Commissario prefettizio | [ 5 ] |
| 27 maggio 2019  | 3 maggio 2025  | Renato Tasin    |                                        | Sindaco                 |       |
| 4 maggio 2025   | in carica      | Fabio Bonadiman | lista civica Civicamente Terre d'Adige | Sindaco                 |       |

## Società

### Evoluzione demografica
Abitanti censiti